# Nebahat Çehre
Nebahat Çehre właśc. Hilal Nebahat Çehre (ur. 15 marca 1944 w Samsunie) – turecka aktorka, modelka i piosenkarka.

## Życiorys
Pochodzi z rodziny mieszanej etnicznie (ojciec İzzet wywodził się z rodziny turecko-gruzińskiej, matka wywodziła się z Lazów). Po śmierci ojca w 1949 Nebahat wraz z rodziną przeniosła się z Samsunu do Stambułu. Jako nastolatka zainteresowała się modellingiem. W 1960 zwyciężyła w konkursie Miss Turcji i wzięła udział w konkursie Miss World w Londynie, a w 1965 w konkursie Miss Universe, odbywającym się w Miami.
Na dużym ekranie zadebiutowała w 1961 niewielką rolą w filmie Yaban Gülüm. Jej kariera filmowa nabrała rozpędu, kiedy w 1964 zagrała główną rolę w filmie Kamalı Zeybek. Ma na swoim koncie ponad sto ról w filmach i serialach telewizyjnych. Od 2013 występowała w serialu Wspaniałe stulecie wcielając się w rolę sułtanki Ayşe Hafsy.
W latach 70. za namową kompozytora Zeki Mürena, Nebahat Çehre występowała na scenie jako piosenkarka.
W 1967 wyszła za mąż za aktora Yılmaza Güneya, z którym rozwiodła się rok później. W 1976 poślubiła koszykarza klubu Galatasaray Yavuza Demira. Para rozstała się w 1979.

## Nagrody i wyróżnienia
W 2005 otrzymała nagrodę Złotej Pomarańczy na Międzynarodowym Festiwalu Filmowym w Antalyi za całokształt twórczości.

## Filmografia

### Seriale
- 2004: Haziran Gecesi jako Kumru Aydın
- 2006: Candan Öte jako Nihan Özüm
- 2008: Aşk-ı Memnu jako Firdevs Yöreoğlu
- 2011-2012: Wspaniałe stulecie jako sułtanka Ayşe Hafsa
- 2013: A.S.K. jako Neslihan
- 2014: Kara Para Ask jako Zerrin Denizer
- 2015: Kanli Ocak jako Anneanne
- 2018: Yuvamdaki Dusman jako Olcay Çifthanli
- 2020: Menajerimi Ara

### Filmy
- 1961: Yaban gülü
- 1962: Aci hayat jako Fliz
- 1964: Kamalı Zeybek
- 1965: Kirik hayatlar jako Gülsen
- 1965: Daglarin oglu jako Gül
- 1966: Yedi dagin aslani jako Alanya
- 1966: At avrat silah jako Alicik
- 1966: Arslanlarin dönüsü jako Alanya
- 1970: Adsiz cengaver jako Altinay
- 1985: Kahreden Gençlik jako Aynur
- 2015: Qanli Yanvar